# 지방도 제1016호선
지방도 제1016호선(선구 ~ 영현선)은 경상남도 사천시 동서금동 2호광장 교차로와 고성군 영현면 대촌삼거리를 잇는 경상남도의 지방도이다. 삼천포 시내 동서금동에서 국도 제77호선 중복 구간에서 시작되어 고성군 하이면과 사천시 사남면 경계 지역에서 지방도 제1001호선과 분기하고, 고성군 상리면에서 국도 제33호선과 중복된다. 고성군 영현면에서 지방도 제1009호선을 만나면서 끝난다.

## 연혁
- 2003년 2월 20일 : 노선 폐지 및 재지정[1][2]
- 2009년 10월 15일 : 지방도 노선 조정[3]

## 주요 경유지
- 사천시
  - 동서금동 2호광장 교차로 - 삼천포여자고등학교
  - 벌용동 문선초등학교 - 교육청사거리 - 사천교육지원청 - 삼천포농협(로터리) - 삼천포중앙고등학교 - 삼천포중앙여자중학교
  - 향촌동 용산초등학교 - 봉전삼거리 - 봉남동 - 봉현삼거리 - 이홀동
  - 사남면 봉현저수지 - 계양리 - 진분계교 - 봉암교 - 사촌리 -
- 고성군
  - 상리면 동산리 - 동산소류지 - 동산교 - 척번정리 - 척정 교차로 - 상동교 - 상리교 - 부포사거리 - 부포리 - 망림리
  - 영현면 추계리 - 봉발리 - 대법교 - 대촌삼거리

## 중복 구간
- 사천시 향촌동 봉현삼거리 ~ 사남면 사촌리 : 지방도 제1001호선과 중복
- 고성군 상리면 척정 교차로 ~ 부포사거리 : 국도 제33호선과 중복

## 도로명
- 사천시 동서금동 2호광장 교차로 ~ 고성군 상리면 척정 교차로 : 삼상로
- 고성군 상리면 척정 교차로 ~ 부포사거리 : 상정대로
- 고성군 상리면 부포사거리 ~ 영현면 대촌삼거리 : 부포로